# Gymnetis cerdai
Gymnetis cerdai är en skalbaggsart som beskrevs av Franz Antoine 2001. Gymnetis cerdai ingår i släktet Gymnetis och familjen Cetoniidae. Inga underarter finns listade i Catalogue of Life.